# Rajon Ala-Buka
Der Rajon Ala-Buka (kirgisisch Ала-Бука району Ala-Buka rajonu) ist ein Rajon im Oblus Dschalal-Abad, Kirgisistan. Seine Hauptstadt ist Ala-Buka. Stand 2022 hat der Rajon 114.515 Einwohner.

## Geschichte
Der Rajon wurde 1936 aus dem Rajon Kysyldschar ausgegliedert. 1956 wurde der Rajon Tschatkal eingemeindet. 1963 wurde der Rajon in den Rajon Aksy aufgenommen. 1969 wurden diese Änderungen wieder rückgängig gemacht und der Rajon wurde wiedergegründet. Im Jahr 1980 wurde der Rajon Tschatkal wieder ausgegliedert.

## Landgemeinden
Der Rajon besteht aus 8 Landgemeinden, die 41 Dörfer beinhalten.
- Ak-Korgon
- Ak-Tam
- Ala-Buka
- Birintschi Mai
- Kök-Serek
- Kök-Tasch
- Örüktü
- Törögeldi Baltagulow